# Taten
De Taten of de Tat (Russisch: Таты) zijn een etnolinguïstische groep uit hoofdzakelijk het zuidoosten van de Kaukasus, in Azerbeidzjan, de Russische republiek Dagestan, Iran en Armenië. De Taten spreken het Tat, een zuidwestelijk Iraanse taal. De Taten zijn voor het grootste deel moslim, maar in Armenië woont ook een kleine groep christelijke Taten. Deze Taten worden tot de Iraanse volkeren gerekend.

## Bergjoden
Een apart verhaal vormen de joodse Taten, de Bergjoden genaamd. Deze groep spreekt weliswaar een nauw aan het Tat verwante taal (het Juhuri of Judeo-Tat), maar wordt als een aparte etnisch-culturele groep gezien. Of de Bergjoden Taten zijn die zich tot het jodendom hebben bekeerd of joden zijn die de taal van de Taten hebben overgenomen, blijft een onderwerp van discussie. Veel Bergjoden hebben zich sinds 1991 in Israël gevestigd.

## Verspreiding en demografie
Volgens de laatste census van Azerbeidzjan woonden er in 1999 in dat land 10.900 Taten. Ze wonen vooral in het noorden, in de Oostelijke Kaukasus, maar ook in en rond de hoofdstad Bakoe. De meerderheid van de Dagestaanse Taten (825 in 2002) wonen in Kaitag, Magaramkend, Derbent en de hoofdstad Machatsjkala. Een klein aantal hebben zich in de Noord-Kaukasus buiten Dagestan gevestigd, en in Moskou. In Iran wonen ze vooral in de provincie Oost-Azerbeidzjan. De christelijke Taten wonen in enkele kleine dorpen in Armenië. De algemene trend is dat het aantal Taten sinds de val van de Sovjet-Unie achteruitgaat. Rusland telde bijvoorbeeld 223 Taten in 1926, 5.136 in 1959, 8.753 in 1970, 12.748 in 1979, 19.420 in 1989, 2.303 in 2002 en 1.585 in 2010. Voor de Sovjet-Unie woonden er 124.693 Taten in Transkaukasië (1894). Met name in Azerbeidzjan spraken veel inwoners toen het Tat. Door de opkomst van de geconstrueerde etniciteit 'Azerbeidzjaan' in de jaren 30 begonnen echter steeds meer mensen die Tat spraken zich deze etniciteit toe te eigenen. Rekenden in 1926 zich nog 28.443 mensen tot deze etniciteit in de Azerbeidzjaanse sovjetrepubliek, in 1989 was dit gedaald tot 10.239. Een Amerikaans veldonderzoek in verschillende districten van Azerbeidzjan in 2005 schatte dat er toen 15.553 Taten in Azerbeidzjan woonden.